# Lisenka Kirkcaldy
Lisenka Milène Kirkcaldy (* 1987 in Düsseldorf) ist eine deutsch-französische Sängerin und Schauspielerin schottischer Herkunft.

## Leben
Lisenka Kirkcaldy, Großnichte des Filmschauspielerpaares Rosemary Kirkcaldy und Joss Ackland, verbrachte ihre Kindheit in Deutschland und dem Vereinigten Königreich. Bereits früh erhielt sie Gesangs-, Klavierunterricht und ein Tanzstipendium. Einem ersten Engagement am Colosseum Theater Essen folgten Kunststipendien durch die Begabtenförderung des Landes. Nach dem Abitur am musischen Gymnasium, absolvierte sie von 2006 bis 2010 das Studium an der Hochschule für Musik und Darstellende Kunst Stuttgart, der Robert Schumann Hochschule Düsseldorf, sowie der Filmakademie Baden-Württemberg.
Nach Abschluss debütierte sie in Funk und Fernsehen sowie auf der Theater- und Opernbühne am Staatstheater Stuttgart und in Baden-Baden. Zu den ersten Opern- und Theaterpartien zählen die Wanda in der Operette Die Großherzogin von Gerolstein, Das Stubenmädel in Schnitzlers Reigen, Alice in der Welturaufführung von Der Zoo unter Regie von Hasko Weber am Staatstheater Stuttgart, Miss Forsythe in einer Musiktheaterproduktion von Der Tod eines Handlungsreisenden unter Regie von Claudia Beier, sowie "Sugar – Some like it hot" am Theater Baden-Baden.
Nach ersten Theaterengagements und Sprechertätigkeiten für Funk und Fernsehen in Süd- und Norddeutschland, u. a. für SWR und Arte, WDR und ZDF, wo sie u. a. neben dem Tatort Köln, Bettys Diagnose, als Susan Parks in Pitman Painters unter Regie von Jan Steinbach, Marja Antonowna in Der Revisor und Marie in der Musiktheaterproduktion Woyzeck auf den norddeutschen Bühnen von Hamburg bis zur holländischen Grenze stand, nahm sie weitere Opernengagements als Gastsängerin an Theatern unweit des ersten Wohnsitzes Düsseldorf, neben der zweiten Residenz in Berlin, auf. Hier war sie u. a. am Opernhaus Bonn, sowie der Oper Krefeld, Mönchengladbach zu sehen. Sie spielte in La Cage aux Folles unter der Regie von John Dew, es folgte die Partie der Helena Landless in The Mystery of Edwin Drood sowie die Partie der Chava in Bocks Anatevka unter der Regie von Karl Absenger.
Daran schloss sich eine Nordtournée en croisière durch Finnland, Schweden und Norwegen bis St. Petersburg an, wo Kirkcaldy u. a. die Partien der Fantine und Cosette in Les Misérables unter Regie von Götz Hellriegel übernahm sowie als Christine mit Szenen aus Das Phantom der Oper zu sehen war. Es folgten Solo Engagements bei den Schlossfestspielen Baden-Württemberg Ettlingen, in Braunschweig, wo sie als Marlene Dietrich und Edith Piaf, Bohemian und Femme fatale zu sehen war und an der Oper Wuppertal. Zu den Produktionen dort zählten Die lustige Witwe von Franz Lehár, Verdis Rigoletto und La Traviata, Nonos Intolleranza und die Tanztheater Coproduktion des Opernhauses Obsessions. In der folgenden Spielzeit war sie in der Musiktheaterproduktion Gefährliche Liebschaften nach Choderlos de Laclos Weltroman des Ancient Régime als die Geliebte Émilie und Dance Captain am Pfalztheater Kaiserslautern zu sehen und wurde zudem zur Semi Finalistin des Internationalen Johann Strauss Wettbewerbes in Wien gekürt, während sie für die Tonhalle und das Kulturamt dozierte. Als Konzertsängerin war Kirkcaldy zudem mit Werken von Händel, Dowland und Schottischem Kunstlied, sowie in der Bernsteinschen Produktion von Mass beim Forum junge Solisten Stuttgart und beim internationalen Orgelfestival IDO als Gesangssolistin zu hören.

## Stipendien, Preise
Sie erhielt neben einem Stipendium der Yehudi Menuhin Stiftung  die Einladung als Finalistin des europäischen Operetten-Duette-Wettbewerb. Weitere Pressepreise für Partien in Theaterproduktionen folgten, so der Pressepreis für die Partie der Marie in der Musiktheaterproduktion Woyzeck. Daneben stand sie als Susan Parks in Pitmen Painters unter der Regie von Jan Steinbach, als Agnes in der Inszenierung von Bärfus Die Probe und Marja Antonowna in Gogols Der Revisor auf der Bühne. Lisenka Milène Kirkcaldy ist offizielle Stipendiatin des Deutschen Musikrates Berlin unter Schirmherrschaft des Bundespräsidenten.